# Immigration (automate cellulaire)
Ne doit pas être confondu avec l'entrée durable de personnes étrangères dans un pays.
Immigration est un automate cellulaire.

## Fonctionnement
Immigration fonctionne exactement de la même façon que le jeu de la vie, à ceci près qu'il introduit deux états "vivant", classiquement exprimés par des couleurs:
- Une cellule morte naît à l'étape suivante si elle est entourée de 3 voisines vivantes et prendra la couleur (ou état) de la majorité de celles-ci[2] ;
- Une cellule vivante survit à l'étape suivante si elle est entourée de 2 ou 3 cellules vivantes[réf. souhaitée].

Cette variation du jeu de la vie permet notamment d'examiner les interactions entre différents "objets" du jeu[réf. souhaitée].